# Waith
Waith ist ein Gemeindeteil von Bruckmühl im Landkreis Rosenheim. Das Dorf mit etwa 200 Einwohnern liegt zwischen Bruckmühl und Götting.

## Geschichte
Im Jahr 1812 wurde die kleine Ansiedlung zwischen Götting und Thalham gegründet. Die erste urkundliche Erwähnung war in der Mitte des 12. Jahrhunderts. Forscher gehen davon aus, dass das Dorf von Götting aus besiedelt wurde, wo es schon seit 600 n. Chr. Anzeichen für bajuwarische Siedlungen gibt. Der Name Waith leitet sich vermutlich ab von einer Weide zwischen Götting und Thalham – auf alten Karten heißt das heutige Waith Weid.

## Kultur und Sehenswürdigkeiten

### Pestkapelle
Ein äußerlich unscheinbares Gebäude ist die Waither Pestkapelle, die aus der Zeit des Dreißigjährigen Krieges stammt. Die wetterzugewandte Westseite ist zum Schutz vor den Naturgewalten mit Schindeln verkleidet und fensterlos. Unter der blechgedeckten Spitze der Kapelle hängt eine Glocke aus Stahl. Die Eingangstüre der Kapelle weist ornamentale Schnitzerei auf.
Wann die Kapelle genau entstanden ist, ist nicht eindeutig belegt. Die ersten beiden Zahlen einer Jahresangabe auf der Innenseite der Türe mit „17“ deuten weniger auf den Entstehungszeitraum hin als auf Renovierungsarbeiten, die im 18. Jahrhundert vorgenommen wurden. Der einzige Altar der kleinen Kapelle in der Rundung der Apsis deutet mit seinen charakteristischen Formen eindeutig auf das 17. Jahrhundert hin. Der Innenraum der Kapelle ist als Tonnengewölbe ausgestaltet.
Die Kapelle ist dem Heiligen Sebastian und dem Heiligen Rochus geweiht. Beide Heiligen gelten in der christlichen Tradition als Helfer gegen Seuchen. Sie untersteht der Pfarrei Götting.

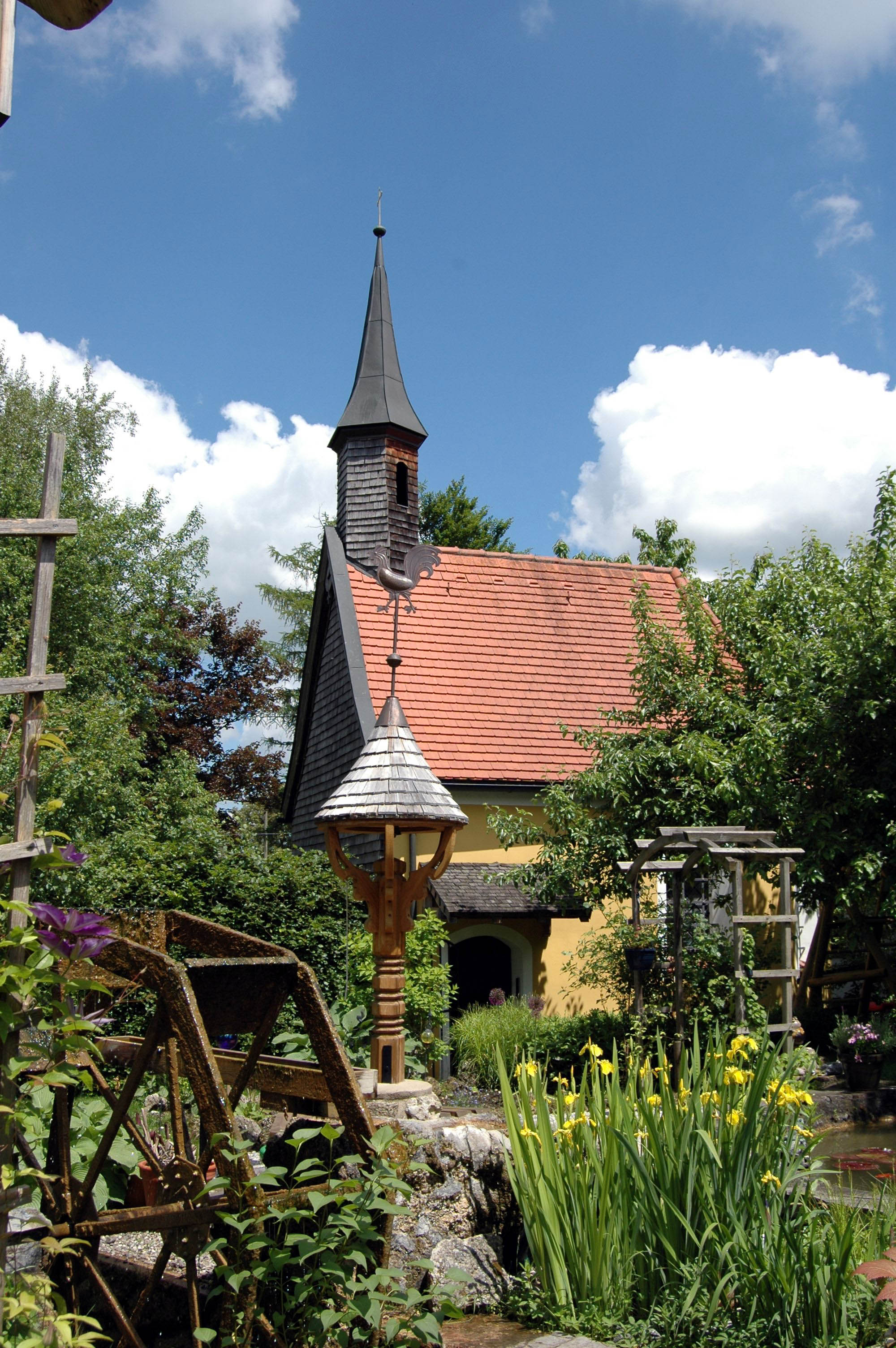
Pestkapelle
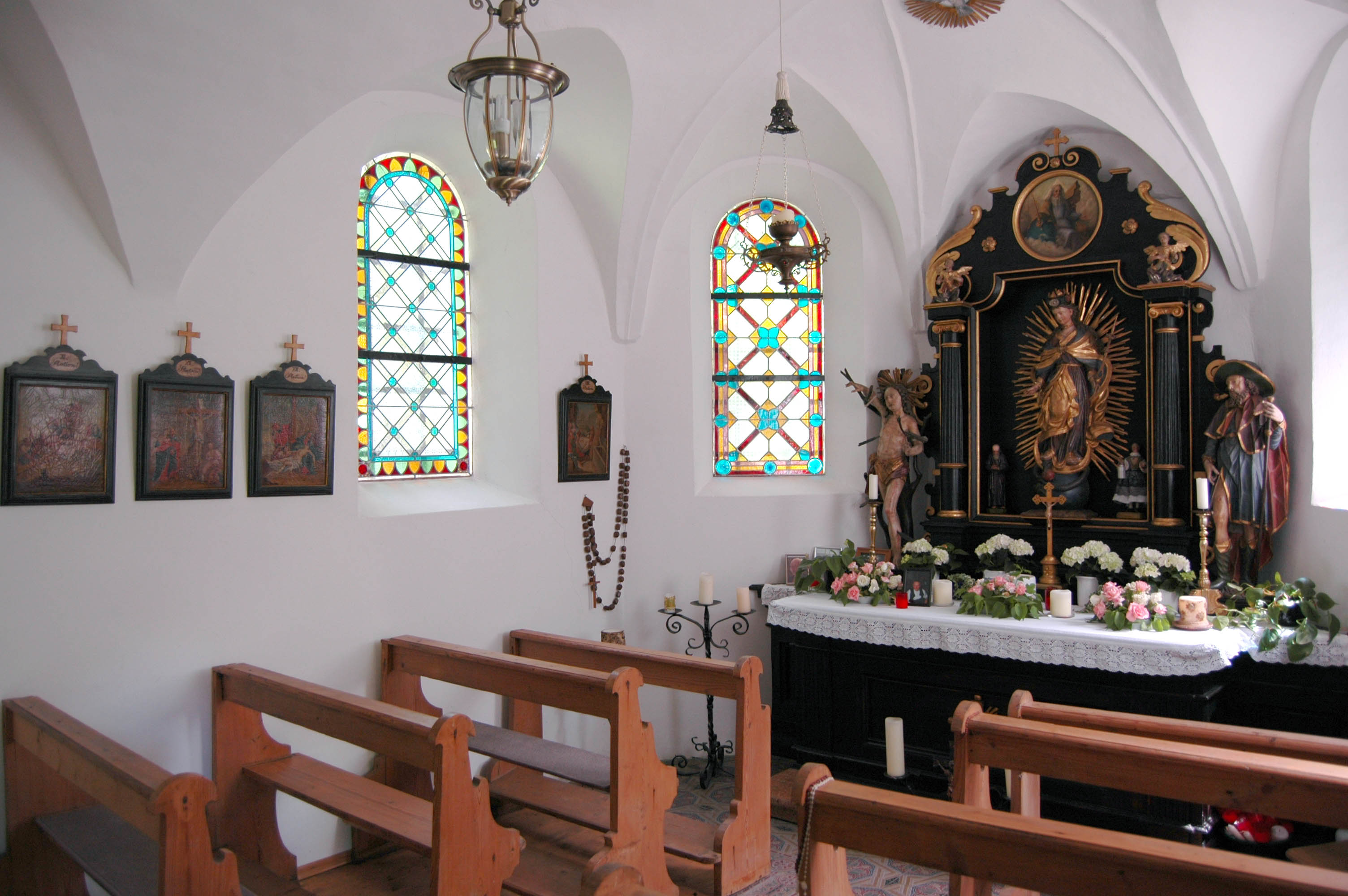
Pestkapelle (Innenraum)

Koordinaten: 47° 52′ N, 11° 55′ O